# 沢渡盛忠
沢渡 盛忠（さわど もりただ）は、戦国時代から安土桃山時代の武家。信濃安曇郡を治めた仁科氏の庶流・沢渡氏当主である。甲斐武田氏滅亡後、上杉氏、次いで小笠原氏に仕えた。

## 生涯
武田氏に仕える沢渡盛賢（盛則）の嫡男として誕生した。
元亀元年（1570年）、父は駿河国の花沢城攻めにて討死したとされ、盛忠は永禄年間には既に家督を継承していたという。
天正10年（1582年）、武田勝頼・信勝父子が織田信長に攻め滅ぼされる（甲州征伐）。しかし信長も6月2日、嫡男・信忠と本能寺の変に斃れた。
これによって、織田方に制圧されて間もなかった旧武田氏領は混迷の一途を辿り、上杉・徳川・後北条の三氏が覇を競う天正壬午の乱が勃発した。
同年、盛忠は上杉景勝に人質を出して臣従したが、府中に返り咲いた小笠原長時の子・貞慶の優勢をみるや貞慶方に鞍替する。
これによって小笠原家に所領を安堵されるも、翌天正11年（1583年）2月16日、松川村にて捕縛された。しかし、盛忠は「不党古厩・塔原等・依無野心候」として釈放された。
同年5月には沢渡に小笠原頼貞が入り、同月17日には盛忠宛てに「其方稼、比類なく候」と貞慶から文書が送られており、これは上杉方との戦いでの軍功と推定される。また沢渡十人衆も小笠原氏より知行を宛がわれた。
天正12年（1584年）、上杉方千見城が攻め落とされると、同城の在番衆として渋田見氏・丸山氏らと共に入城している。
その後は天正16年（1588年）、沢渡神明社の社殿を子の牛乗とともに建立した。そののちは、天正18年（1590年）に貞慶より家督を委譲された小笠原秀政に従って下総古河藩に移った。以降、沢渡家は小笠原氏家臣として小倉藩転封にも付き従い、同藩の藩士となり、江戸期にも武家として存続した。